# 阮玉鸞
阮玉鸞（1930年12月11日—1998年7月14日），前越南共和國國家警察總監督、退役陸軍少將。

## 生平
阮玉鸞1930年12月11日出生於越南中部承天府順化的一個富裕的家庭。他的父親是順化鐵路支社的中級公務員。

### 越南國軍
1951年9月底，阮玉鸞應徵入伍加入越南國軍（法蘭西聯盟軍隊的一部分），軍籍編號：50/600.198。

### 越南共和國軍
1956年1月，從越南國軍服役到越南共和國軍隊（Quân đội Việt Nam Cộng hòa），轉入作戰單位一段時間后，他在邊和的第1戰鬥機中隊擔任小隊長，該中隊由黃有賢上尉擔任第一任指揮官。

### 處決越共

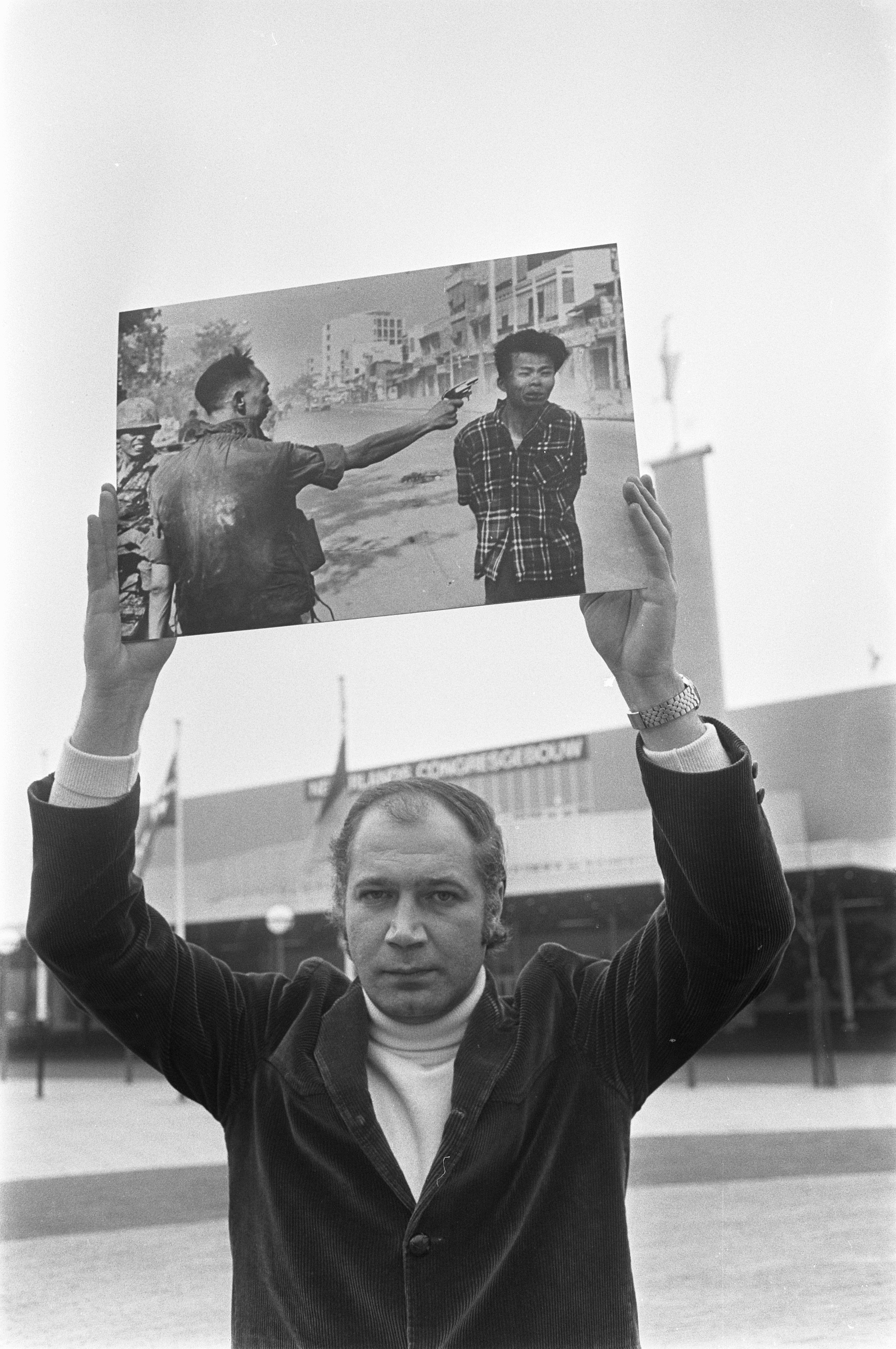
《枪决阮文歛》的作者艾迪·亚当斯与那张著名的照片。

在越共發動新春攻勢的次日（1968年2月1日），阮玉鸞將軍在盛怒下親自當著下屬與媒體的面前，未經移送法辦程序即在西貢街上以左輪配槍槍斃俘虜的越共游擊隊領袖阮文歛上尉（真名仍存在争议）；後者據傳不久前處決了包括阮玉鸞下屬 Nguyen Tuan 中校全家在内34名所謂的「反革命分子」，但有英、美軍史學者 Max Hastings 與 Ed Moise 於2018年研究指稱阮文斂涉Nguyen Tuan家九口血案係戰後杜撰，真相至今仍不明。攝影師艾迪·亚当斯捕捉到阮玉鸞扣動扳機的一刻，憑著這幀照片，亞當斯奪得1969年度的普利策獎，同時亦改變了美國人對越戰的看法。
1975年越戰結束後，阮玉鸞移民到美國維吉尼亞州，並且開設披薩店；1978年，美國移民及歸化局和國會圖書館報告指出：阮玉鸞將阮文斂就地處決的行為已違反其本國南越的法律，且觸犯戰爭罪，應取消其永久居留權並驅逐出境；但卡特總統親自介入阻止遣返程序。1991年，阮玉鸞被人发现是亞當斯照片中人而被迫退休，亞當斯憶述阮在最後一次去店裡時，看到洗手間牆上被寫上「我們知道你是誰，混蛋」。1998年，阮因癌症逝世。
由於這張照片使不少人對美國在越戰中的角色改觀，給人們一個負面印象，因此亞當斯在阮玉鸞死後，親自向他的家人就他的名聲被詆毀的事致歉，并说「他是一名英雄，美国应该为他哭泣。我讨厌看到人们在不了解他的情况下这样对待他」。亚当斯在给阮玉鸞的悼词中写道：「他杀死了越共，我则用相机杀死了他。即使没有篡改，照片也会撒谎，它只是一半的真相。这张照片没有说的是：『假如你是那位将军，在那天炎热的日子里，面对着刚被捕的所谓坏人，他刚刚才杀死一个，两个，三个美国士兵....』」

## 腳註
1. ↑  黃有賢（Huỳnh Hữu Hiền）上尉出生於1930年，畢業於南定預備軍官學校和法國空軍軍校。最後職務爲空軍軍種司令（1960-1963年），1963年晉升上校軍銜。1964年退伍。[2]

## 外部連結
- The exact location of this event happened on the west section of "Lý Thái Tổ" street, right  in the center of this satellite map （页面存档备份，存于）, and looking East as shown in the execution picture.
- Voice autobiography of execution by Photographer Eddie Adams （页面存档备份，存于）
- Republic of Vietnam Armed Forces Reunion 2003